# Olallamys albicauda
Olallamys albicauda (білохвостий щур Олалли) — вид гризунів родини Голчастих щурів, що зустрічається на північному заході Колумбії у висотному діапазоні проживання 2800 - 3200 м над рівнем моря. Мешкає у бамбукових лісах, а іноді й у високо-гірних лісах. Був знайдений у раціоні лисиці виду Cerdocyon thous. 

## Морфологія
Морфометрія. Повна довжина: 554, довжина хвоста: 327, довжина задньої лапи: 49, довжина вуха: 23 мм.
Опис. Дивіться опис Olallamys; хвіст виразно двоколірний, коричневий зверху й світлий знизу, часто блідий на кінчику. 

## Загрози та охорона
Серйозною загрозою для виду є знеліснення його території проживання. Знаходиться у двох невеликих приватних заповідниках.